# Генерација 5 (албум)
Генерација 5 је први студијски албум српске и југословенске рок групе Генерација 5. Албум је објављен 1980. године за издавачку кућу ПГП РТБ, а доступан је био на касети и грамофонској плочи.

## Списак песама
| №               | Назив                 | Аутор(и)                           | Трајање |  |
| 1.              | Долазим за пет минута | Б. Ђорђевић (т), Д. Илић (м)       | 3:37    |  |
| 2.              | А ти                  | М. Туцаковић (т), Д. Илић (м)      | 5:43    |  |
| 3.              | Псето                 | Б. Ђорђевић (т), К. Ковач (м)      | 3:20    |  |
| 4.              | Рођен на асфалту      | Д. Илић                            | 4:06    |  |
| 5.              | Ти и ја               | Д. Илић                            | 3:43    |  |
| 6.              | Недеља                | Д. Илић                            | 3:23    |  |
| 7.              | Веза                  | М. Туцаковић (т), Д. Јовановић (м) | 3:37    |  |
| 8.              | Пробуди се из сна     | М. Туцаковић (т), Д. Илић (м)      | 5:05    |  |
| Укупно трајање: | Укупно трајање:       | Укупно трајање:                    | 32:34   |  |

## Музичари
- Горан Милошевић — вокал
- Драган Јовановић — гитара, акустична гитара, пратећи вокали
- Душан Петровић — бас-гитара
- Драган Илић — клавијатуре, пратећи вокали
- Бобан Ђорђевић — бубњеви

## Остале дужности
- Јосип Бочек — продуцент
- Тахир Дуркалић — тонски сниматељ
- Миливоје Сотировић — дизајн омота, фотографије